# Eilicrinia rosearia
Eilicrinia rosearia là một loài bướm đêm trong họ Geometridae.